# Tabanus brancoi
Tabanus brancoi är en tvåvingeart som beskrevs av Travassos Santos Dias 1989. Tabanus brancoi ingår i släktet Tabanus och familjen bromsar.
Artens utbredningsområde är Portugal. Inga underarter finns listade i Catalogue of Life.